# Zheng Haixia
Zheng Haixia (förenklad kinesiska: 郑海霞; traditionell kinesiska: 鄭海霞; pinyin: Zhèng Hǎixiá), född den 7 mars 1967 i Zhecheng, Kina, är en kinesisk före detta basketspelare som var med och tog OS-brons 1984 i Los Angeles. Haixia var även med och tog  tog OS-silver 1992 i Barcelona.